# Majmonides
Majmonides (ur. 1135 w Kordobie, zm. 13 grudnia 1204 w Kairze) – żydowski (sefardyjski) filozof (główny przedstawiciel arystotelizmu żydowskiego), rabin i lekarz, który żył i tworzył w świecie islamu. Był autorem najważniejszego średniowiecznego komentarza do Talmudu – „Księga przykazań” (Sefer ha-Micwot).
Znany jest także jako rabbi Mosze ben Majmon, Abu Imran Musa Ibn Majmun (hebr. ‏רבי משה בן מיימון‎ czyt. Mōše ben-Maymōn, arab. ‏موسى بن ميمون بن عبد الله القرطبي الإسرائيلي‎ czyt. Mūsā bin Maymūn, st. gr. Μωυσής Μαϊμωνίδης, czyt. Mōusḗs Maïmōnídēs łac. Moses Maimonides), często określa się go żydowskim akronimem Rambam (od Rabbēnu Mōše ben Maymōn). Te imiona oznaczają dosłownie (rabin) Mojżesz syn Majmona.

## Życie
Majmonides w wyniku prześladowań religijnych opuścił około roku 1150 islamską Hiszpanię, studiował w Fezie teologię i medycynę, od roku 1165 osiadł w Egipcie. W Kairze został osobistym lekarzem sułtana Saladyna oraz przywódcą tamtejszej gminy żydowskiej. Zajmował się handlem, medycyną, pisał prace z dziedziny prawa żydowskiego, medycyny, filozofii. Pochowany w Tyberiadzie w Izraelu; jego grób jest celem pielgrzymek.

### Trzynaście zasad wiary
W Komentarzu do Miszny sformułował tzw. Trzynaście zasad wiary, opisujących podstawy wiary judaizmu. Wiele wspólnot żydowskich włączyło ich recytację do swoich porannych modlitw. Jest wśród nich wyznanie wiary w przyjście Mesjasza: Wierzę z całkowitym przekonaniem w przyjście Mesjasza i mimo iż może się opóźnić, oczekuję Jego przyjścia codziennie.
Lista zasad wiary:
1. Istnienie Boga;
2. Jedność Boga;
3. Duchowa i niecielesna natura Boga;
4. Wieczna natura Boga;
5. Jedynie Bóg powinien być przedmiotem kultu;
6. Objawienie Boga przez proroków;
7. Wyższość Mojżesza w stosunku do innych proroków;
8. Boże Prawo dane na Synaju;
9. Niezmienność Tory jako Bożego Prawa;
10. Boża presciencja (przedwiedza) ludzkich działań;
11. Nagroda za dobro, kara za zło;
12. Przyjście Mesjasza żydowskiego;
13. Zmartwychwstanie umarłych[3].

## Dzieła
Głównymi dziełami Majmonidesa były:
- Przewodnik błądzących (More Newuchim)[4], napisany między 1185 a 1190 r.[5] – podstawowe dzieło filozoficzne Majmonidesa. We wstępie zawarta została klasyczna formuła zasad doktrynalnych judaizmu oraz podstawy racjonalistycznych poglądów filozoficznych, które wywarły wpływ na filozofię scholastyczną.
- Powtórzenie Tory, inny tytuł Silna dłoń (Miszne Tora, Jad Ha-Chazaka) (1180), którego częścią jest Księga przykazań (Sefer ha-Micwot) – wielka kodyfikacja prawa żydowskiego, wyodrębniająca i omawiająca 613 przykazań prawa Mojżeszowego. Była ona podstawą wszystkich późniejszych komentarzy do prawa żydowskiego.
- Komentarz do Miszny (Perush ha-Mishnah) – napisany w celu podniesienia rangi Miszny, jako samodzielnego, pełnoprawnego źródła studiów. Miał służyć zarówno jako wstęp do Talmudu, jak i jego rewizja, poprzez przegląd różnych interpretacji ze wskazaniem właściwych[6].